# Spermophilus taurensis
Il citello del Tauro (Spermophilus taurensis Gündüz, Jaarola, Tez, Yeniyurt, Polly e Searle, 2007) è uno sciuride appartenente al genere dei citelli (Spermophilus). È endemico delle montagne del Tauro, in Turchia.

## Descrizione
Il citello del Tauro raggiunge una lunghezza testa-tronco di circa 20 centimetri e un peso di circa 200 grammi; la coda è lunga circa 6,1 centimetri ed è quindi, come in tutti i citelli, significativamente più corta del resto del corpo. Il dorso è di colore giallo paglierino di aspetto leggermente brizzolato a causa di una serie di macchie nere e marroni con una leggera sfumatura rossastra. Il mento e le guance sono color sabbia, così come delle piccole macchie dietro le orecchie. I piedi sono di colore sabbia chiaro, il ventre va dal bianco al grigio. La coda è relativamente larga; la parte superiore è dello stesso colore del dorso, mentre quella inferiore va dal giallo paglierino al rossiccio. Termina con una macchia nera ben evidente.
Come tutte le specie del suo genere, ha un unico incisivo a scalpello per emimascella, seguito da uno spazio privo di denti (diastema). Seguono due premolari e tre molari. Al contrario, sulla mascella inferiore vi è un solo premolare per lato. Complessivamente vi sono 22 denti.
Oltre al citello del Tauro, in Turchia vivono anche il citello dell'Asia Minore (Spermophilus xanthoprymnus) e il citello comune (S. citellus), sebbene quest'ultimo sia limitato alla parte europea del paese, a ovest del Bosforo. S. taurensis, al contrario, è diffuso nella parte orientale dei monti del Tauro, per cui il suo areale si sovrappone solo nella parte settentrionale a quello del citello dell'Asia Minore, dove entrambe le specie sono parapatriche. Il citello dell'Asia Minore differisce dalle altre due specie per alcune caratteristiche del cranio e per il fatto di avere una coda leggermente più corta. Pertanto, una determinazione affidabile della specie è possibile solo attraverso misurazioni comparative del cranio o analisi genetiche

## Distribuzione e habitat
Il citello del Tauro è endemico delle montagne del Tauro, in Turchia, dove si incontra al di sopra dei 1000 metri.

## Biologia
Riguardo alle abitudini del citello del Tauro abbiamo a disposizione solo poche informazioni, anche se fino a pochi anni fa veniva assegnato al conosciutissimo citello dell'Asia Minore. È una specie diurna e vive nelle regioni montuose.

## Tassonomia
Il citello del Tauro viene classificato come specie indipendente all'interno del genere Spermophilus, attualmente costituito da 15 specie a seguito di una revisione tassonomica. La prima descrizione scientifica è stata effettuata nel 2007 da un team di studiosi guidati dallo zoologo turco İslam Gündüz. Questi hanno riconosciuto che si trattava di una specie distinta dal citello dell'Asia Minore sulla base di caratteristiche biomolecolari e morfometriche e ne hanno pubblicato la prima descrizione.
Oltre alla forma nominale, non ne vengono riconosciute sottospecie.

## Conservazione
Il citello del Tauro viene classificato dall'Unione internazionale per la conservazione della natura (IUCN) come «specie a rischio minimo» (Least Concern). Nonostante occupi un areale molto piccolo, di appena 17255 km², non sono note potenziali minacce alla sua sopravvivenza e non si ipotizza un rapido declino della popolazione. Tuttavia, questi animali non godono di alcuna protezione e sono considerati localmente come una specie nociva.